# Trzecia strona Księżyca
Trzecia strona Księżyca – audycja muzyczna nadawana w Programie III Polskiego Radia od 6 listopada 2006 roku do 29 stycznia 2021 (z przerwą od września do grudnia 2017 roku). Emisja odbywała się w dniu pełni Księżyca od północy do 4:00 (przez pewien okres do 2:00).

## Charakterystyka audycji
Program prowadzili Marek Starzyk, Grzegorz Połatyński oraz wykreowana przez prowadzących fikcyjna osoba, DJ Luna przebywający na Księżycu. Muzyka nadawana w audycji to m.in.: dark wave, dream pop, ethereal, neofolk, muzyka elektroniczna, industrial. Zasadniczą część zawartości muzycznej programu stanowiły nowości wykonawców tworzących w nurtach muzycznych wyznaczonych przez takie zespoły jak Bauhaus, Cocteau Twins, The Cure, Dead Can Dance, Fields of the Nephilim, Joy Division, Depeche Mode, Ultravox, Nine Inch Nails, Skinny Puppy oraz The Sisters Of Mercy. Tradycją audycji było emitowanie w kolejnych godzinach Pieśni Księżycowej, utworu wybranego do każdego wydania przez prowadzących. Na koniec kolejnych lat emisji organizowane były wśród słuchaczy plebiscyty na Pieśń Księżycową Roku. W programie pojawiały się stałe kąciki muzyczne, takie jak „Coverland”, „Zapomniane galaktyki” czy „Leksykon duchów”. Stałym elementem audycji było też połączenie z DJ-em Luną. Transmisja z Księżyca wypełniona była muzyką w charakterze przesuniętym ku gatunkom elektronicznej muzyki tanecznej: trance i EBM.
Niespotykany pomysł na to, żeby termin nadawania audycji przypadał na pełnię księżyca stanowił o jej unikatowości, był jednak ostatecznie powodem decyzji o zaprzestaniu emisji w związku z niemożliwością dopasowania jej do ramówki planowanej w rytmie tygodniowym. Wcześniej program już raz został zdjęty z anteny „Trójki” w 2017 roku. Słuchacze audycji zorganizowali wtedy protest, który miał wpływ na wycofanie się przez ówczesnego dyrektora anteny Wiktora Świetlika z podjętej decyzji.

## Geneza
Starzyk i Połatyński po raz pierwszy zrealizowali swój pomysł na nocny program radiowy łamiący klasyczną ramówkę ze względu na emisję w dniu pełni Księżyca w Radiostacji pod dyrekcją programową Pawła Sity. Program „W Pełni” przetrwał od 2001 niecałe dwa lata do zmian programowych w radiu, wprowadzanych stopniowo przez kontrolujący od niedawna stację Eurozet co spowodowało też utratę stanowiska przez Sitę. Audycja odrodziła się dwa lata później w pasmie „Mocne nocne” Polskiego Radia Bis, gdy twórcom programu w grupie byłych dziennikarzy i prezenterów Radiostacji zaproponowano uczestnictwo w przeformatowaniu tej anteny radiofonii publicznej na radio o profilu młodzieżowo-poznawczym. Kolejne zniknięcie audycji z anteny związane było z objęciem w połowie 2006 stanowiska dyrektora anteny przez Jacka Sobalę i wprowadzonymi przez niego zmianami programowymi, z czym związana była likwidacja autorskich audycji muzycznych. Po objęciu stanowiska dyrektora anteny w Programie III Polskiego Radia przez Krzysztofa Skowrońskiego Marek Starzyk zaproponował mu umieszczenie audycji w programie. Propozycja została przyjęta i 6. listopada 2006 roku odbyła się pierwsza emisja „Trzeciej Strony Księżyca”.